# Les Villas à Bordighera (Monet, Paris)
Pour L'autre tableau  de Monet nommé  « Les Villas à Bordighera », voir Les Villas à Bordighera (Monet, Chicago).
Les Villas à Bordighera est un des deux tableaux sur ce sujet réalisés par le peintre impressionniste Claude Monet en 1884.
Peint à Giverny en 1884, cette peinture, un panneau décoratif presque carré, est conservé au musée d'Orsay. Il  représente le paysage de la Riviera ligure à Bordighera avec une partie proche (la tour) de la  Villa Bischoffsheim (ou Villa Etelinda).